# Kotromanić Erzsébet magyar királyné
Kotromanić Erzsébet (hagyományosan Kotromanics Erzsébet, ismert még mint Boszniai vagy Bosnyák Erzsébet, horvátul: Elizabeta Kotromanić, lengyelül: Elżbieta Bośniaczka; 1339 körül – Novigrad, 1387 januárja), a Kotromanić-házból származó bosnyák hercegnő, II. István bosnyák bán és Kujáviai Erzsébet leánya, Nagy Lajossal kötött házassága révén magyar, horvát és lengyel királyné, majd férje 1382-es halálát követően a Magyar Királyság régense 1387 januárjában történt meggyilkolásáig.

## Fiatalkora, házassága

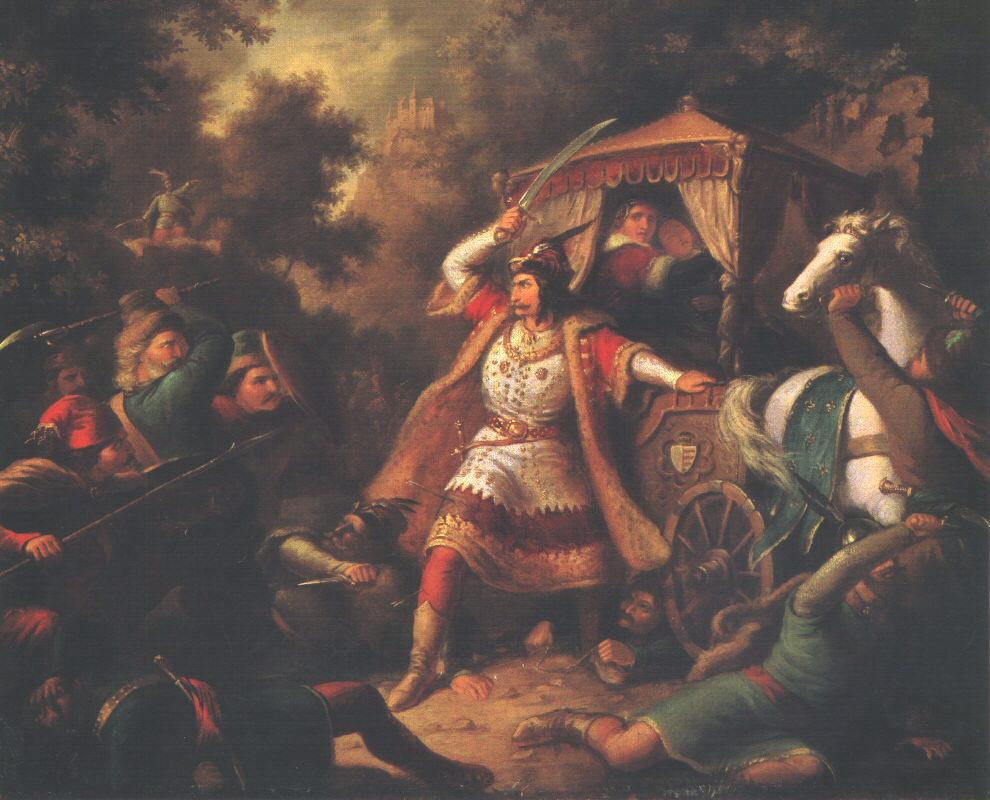
Kovács Mihály: Garai nádor megvédi Mária és Erzsébet királynőket

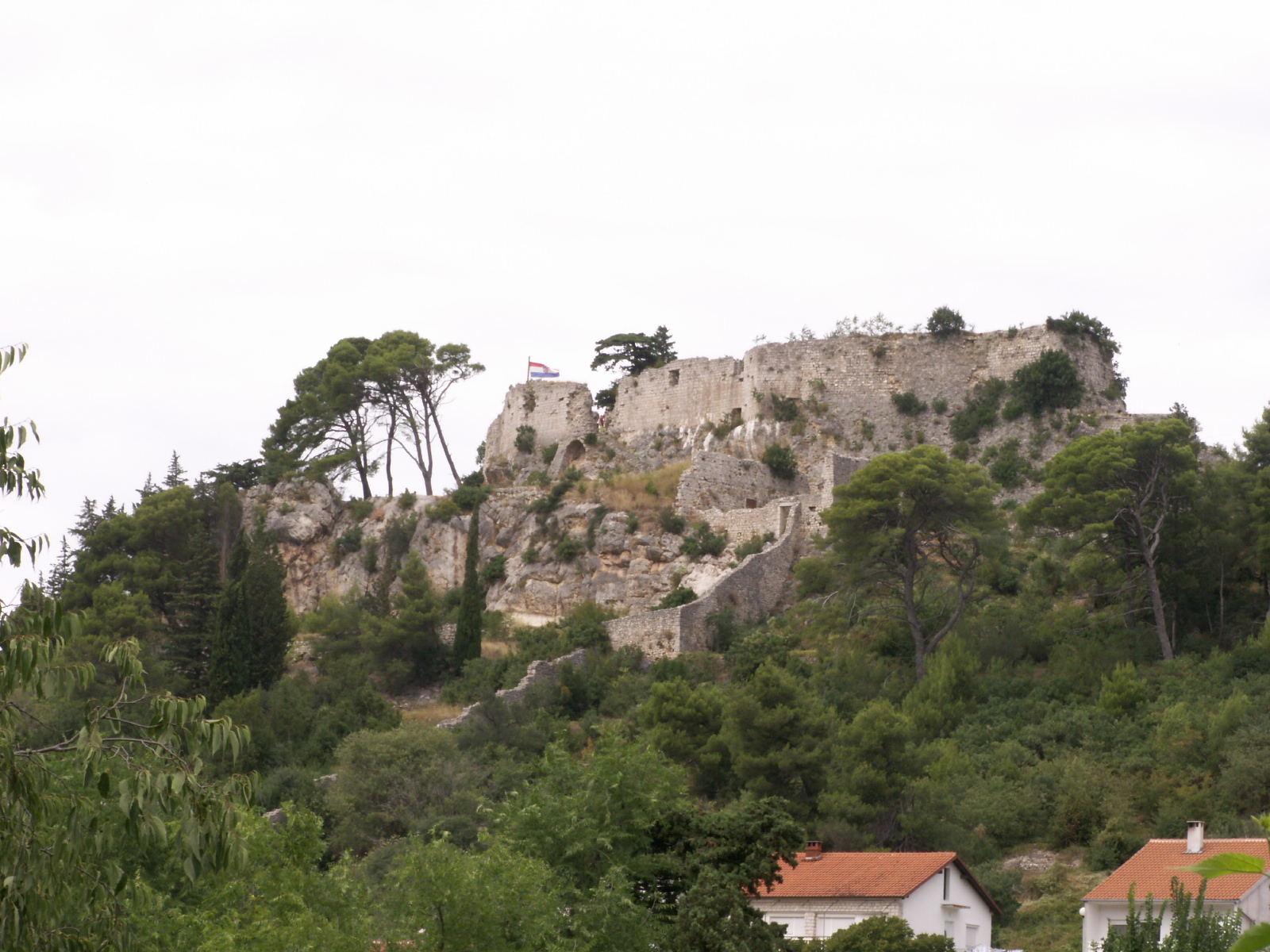
Novigrad várának romjai 2009-ben

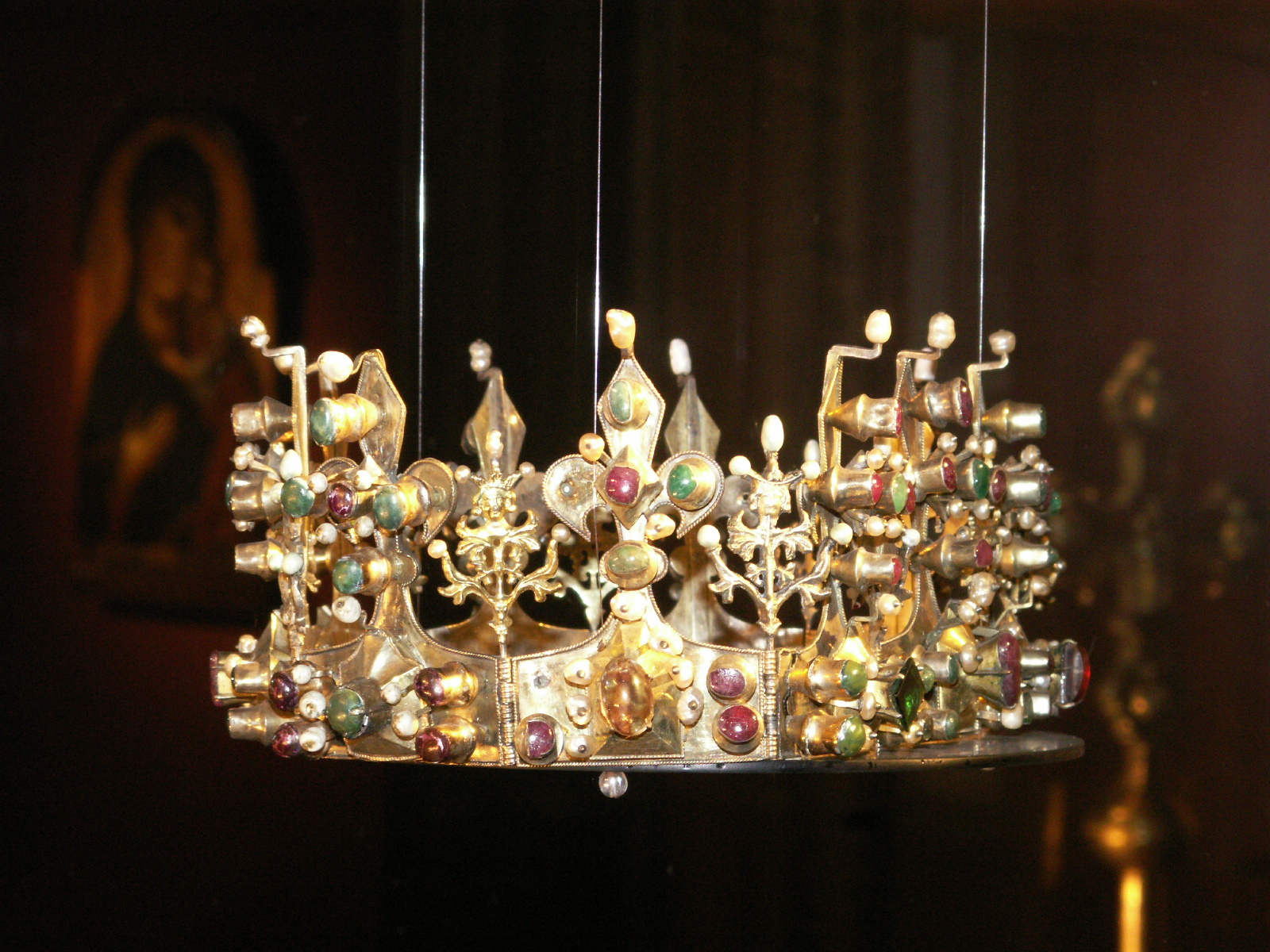
Kotromanić Erzsébet koronája, amelyet férjtől, I. Lajostól kapott

1339-ben vagy 1340-ben született Kotromanić István bosnyák bán és Piast Erzsébet kujáviai hercegnő leányaként. Az édesanyja, aki a lengyel királyi házból, a Piast-házból származott, és közeli rokona volt I. Lajos anyjának, a szintén Piast-házi Łokietek Erzsébet királynénak, korán meghalt. A kis hercegnő Károly Róbert özvegyének, Łokietek Erzsébetnek az udvarában nevelkedett, Óbudán, így anyanyelve, a horvát mellett megtanulta a magyar udvar nyelvét, a magyart, és ott ismerkedett meg I. Lajossal, aki első felesége, Luxemburgi Margit magyar királyné halála után, 1353. június 20-án Budán feleségül vette. A házasságkötésükről fennmaradt egy oklevél, amelyben "bizonyos okokkal" magyarázták azt, hogy nem kérték időben a pápai felmentést a közeli rokonság miatt kötött házasság alól. Bertényi Iván szerint ez azért történt, mert Erzsébet ekkor mát várandós volt a királyi pár házasságkötésük előtti viszonyukból. A házasságból végül négy leánygyermek született: Mária (1365–1366),           Katalin (1370–1378), Mária (1371-1395) és Hedvig (1374-1399).

## A trónviszályban játszott szerepe

### Mária királynő
A királyi udvarban háttérbe szorult anyósával, a hatalomra vágyó Erzsébet anyakirálynéval szemben, s csak I. Lajos halála után, 1382-ben jutott nagyobb szerephez, amikor leánya, Mária nevében átvette az uralmat. Döntéseiben Garai Miklós nádorra hagyatkozott. A nádor vezette azt a főúri csoportot, mely a szerintük német és cseh érdekeket szolgáló Luxemburgi Zsigmond félreállítását tűzte ki célul. A nőuralmat egyre inkább elvető urak azonban éppen Zsigmondtól várták a helyzet rendezését. Amikor 1384 augusztusában nyilvánosságra került, hogy az udvar tervei szerint Mária királynő férje nem Zsigmond, hanem VI. Károly francia király öccse, I. Lajos orléans-i herceg lesz, nyílt viszálykodás vette kezdetét. Az udvar rövidlátó politikájának következtében a lengyel-magyar perszonálunió is felbomlott. 1383. március 28-án Erzsébet anyakirályné felmentette a lengyeleket Máriának és Zsigmondnak tett esküjük alól, majd 1384. október 15-én Nagy Lajos kisebbik leányát, Hedviget Krakkóban lengyel királlyá (rex) koronázták.

### Durazzói Károly
1385 tavaszán, az udvar és a felkelők között Pozsega várában tartott sikertelen tárgyalások után Mária és Lajos házasságát képviselők útján megkötötték. A Magyarországról távozni kényszerült Zsigmond fegyverrel kívánt érvényt szerezni jogainak. Megnyerte magának német és cseh király bátyja és morva őrgróf nagybátyja támogatását, majd cseh-morva csapatok élén érkezve 1385. november 1-jén kikényszerítette a házasságot Máriával. A házasság hírére Lajos visszalépett, és így minden akadály elhárult volna a konszolidáció elől, ha nem lép fel trónkövetelőként Durazzói Károly.
Horváti Pál zágrábi püspök és Horváti János macsói bán állt annak a tábornak az élére, amely nem ismerte el a nőági örökösödést. Ők a Nagy Lajos udvarában nevelkedett III. (Durazzói) Károly nápolyi királyt, az Anjou-ház fejét hívták meg a magyar trónra. A Magyarországon népszerű Károly, aki annak ellenére, hogy korábban esküt tett Lajosnak, miszerint leányait az uralkodásban nem fogja háborgatni, a hozzá csatlakozó bárókra és a köznemességre támaszkodva 1385-ben haddal jött Magyarországra, hamarosan Budáig nyomult előre, lemondásra kényszerítette Máriát és Erzsébetet és 1385. december 31-én Székesfehérvárott Demeter esztergomi érsek közreműködésével magyar királlyá koronáztatta magát. Zsigmondnak nem volt elegendő ereje arra, hogy ezt megakadályozza, így ismét menekülnie kellett.
Erzsébet azonban nem volt hajlandó belenyugodni abba, hogy az esküszegő Anjou herceg egyik napról a másikra magához ragadja a hatalmat, és merényletet szervezett ellene. 1386. február 7-én este, miután Garai nádor azzal az ürüggyel, hogy lánya esküvőjére indul, nagy csapatot sorakoztatott fel a királyi vár körül, az özvegy királyné magához hívatta Károlyt azt állítva, hogy Zsigmondtól fontos levele érkezett. A király gyanútlanul ment át Erzsébet lakosztályába, ahol olasz kíséretét lekaszabolták, őt magát pedig Forgách Balázs egy csákánnyal súlyosan megsebesítette. A király azonban lábra állt, és megpróbált kimenni. Erzsébet királyné e véres látvány hatására elájult. Mária közvetlenül nem volt részese az eseményeknek, és nem is volt beavatva, de rögtön az eset után újra királlyá kiáltották ki, és Erzsébet újfent átvette nevében az uralmat. Károlyt sebektől borítva szállították át Visegrádra, ahol néhány héttel később, február 24-én megfojtották. Halálával az Anjou-ház egyetlen férfi örököse fia, a kiskorú László nápolyi király lett.

### A trónviszály kiújulása
1386-ban Károly halála után újabb lázongások törtek ki a Dráván túli területeken, melyeket az özvegy királyné újra személyes megjelenésével akart lecsillapítani. Leányával és csekély kíséretével újabb délvidéki körútra indult, de július 25-én a lázadók Gara vára közelében, Diakovárnál megtámadták, kísérőit megölték vagy elfogták. A küzdelemben elesett Forgách Balázs is. Garai Miklós levágott fejét a lázadók bedobták a megrémült királynők kocsijába, majd az ő és Garai János levágott fejét Horváti Pál maga vitte el Nápolyba Kis Károly özvegyének. Erzsébet sírva könyörgött a lánya életéért, de ekkor még egyiküket sem bántották. Erzsébetet és leányát előbb Gomnec, majd Kruppa várában őrizték. A felkelés katonai veresége után Novigrádba vitték, ahol a Velencével a kiszabadulásuk érdekében titokban folytatott levelezése miatt 1387. január 16. körül Horváti Pál parancsára berontottak a szobájukba, Erzsébet királyné nyakába kötelet vetettek, és kegyetlenül, leányának szeme láttára megfojtották. Mária királynőhöz nem mertek hozzányúlni.
Az özvegy királyné holttestét Zárában temették el a St. Chrisogon-templomban. Haláláig nem merték Zsigmondot királlyá választani, ami azt jelzi, hogy akárcsak anyósának, idősebb Erzsébet királynénak, ifjabb Erzsébet királynénak is, míg élt, nagy tekintélye volt a rabsága ellenére is, így félve a királyné haragjától, ha kiszabadul, Zsigmondnak nem adtak tényleges hatalmat, és csak a szintén raboskodó Máriát ismerték el királynak. Erzsébet halálával új helyzet keletkezett, bár hivatalosan Mária kiszabadulásáig nem erősítették meg a halálát annak ellenére, hogy a temetése nyilvános volt, és nem titokban temették el a királynét, és a politikai elitben is átrendeződés következett be. Erzsébet híveit nagyrészt lekaszabolták, Kis Károly hívei elmenekültek az udvarból, így csak egy szűk csoport maradt, amely Erzsébet halálával Széchy Miklós nádor vezetésével kezébe vette az irányítást, és Zsigmondot mint Mária királynő férjét 1387. március 31-én magyar királlyá koronázták. A koronázást Demeter esztergomi érsek egy hónappal korábban bekövetkezett halála miatt a veszprémi püspök végezte. Az újdonsült királynak a velencei flotta segítségével 1387. június 4-én sikerült kiszabadítani Máriát. A Horváti testvéreknek sikerült Boszniába menekülniük és 1394-ig Dobor várából próbáltak Nápolyi László nevében fellépni. 1394 júniusában Zsigmond hadai bevették a várat és a testvéreket foglyul ejtették.

### Zsigmond uralma
1387-től I. Zsigmond és Mária formálisan társuralkodók lettek, a hatalom azonban néhány év után fokozatosan Zsigmond kezébe csúszott át. Élete utolsó éveiben Mária királynő már csak formális szerepet töltött be a magyar politikában. A királynő alig néhány évvel élte túl anyját, 1395. május 17-én egy tragikus lovasbalesetben az előrehaladottan terhes Mária az esés következtében megindult szülés után gyermekével együtt meghalt, nem sokkal élte túl anyja gyilkosát, Horváti Jánost, akit egyes források szerint Mária királynő parancsára nem sokkal korábban kegyetlenül kivégeztek.

## Gyermekei
- Férjétől, I. (Anjou) Lajos (1326–1382) magyar és lengyel királytól, 4 leány:
  - Idősebb Mária (1365–1366) magyar királyi hercegnő
  - Katalin (1370–1378) magyar és lengyel királyi hercegnő
  - (Ifjabb) Mária (1371–1395), Mária néven magyar király, férje Luxemburgi Zsigmond iure uxoris magyar király, 1 fiú:
    - Luxemburgi N. (fiú) (1395–1395) magyar királyi herceg

  - Hedvig (1374–1399), I. Hedvig néven lengyel király, férje Jagelló 1351 körül–1434) litván nagyherceg, II. Ulászló néven iure uxoris lengyel király, 1 leány:
    - Jagelló Erzsébet Bonifácia (1399–1399) lengyel királyi hercegnő

## Családfa
Erzsébet királyné és férje, Nagy Lajos király közötti legközelebbi Árpád-házi rokoni kapcsolat:
|  |  |  |  |  |  |  |  |  |  |  |  |  |  |                                |                                |                                |                                |                                         |                                         |                                         |                                         |                                         |                                         |                                    |                                    |                                    |                                    |                                 |                                 |                                 |                                 | V. István magyar király (1239–1272) | V. István magyar király (1239–1272) | V. István magyar király (1239–1272) | V. István magyar király (1239–1272) | V. István magyar király (1239–1272)  | V. István magyar király (1239–1272)  |                                      |                                      | Kun Erzsébet (1240–1290)             | Kun Erzsébet (1240–1290)             | Kun Erzsébet (1240–1290) | Kun Erzsébet (1240–1290) | Kun Erzsébet (1240–1290)                  | Kun Erzsébet (1240–1290)                  |                                           |                                           |                                           |                                           |                                   |                                   |                                 |                                 |                                          |                                          |                                          |                                          |                                          |                                          |                                   |                                   |                                   |                                   |  |  |
|  |  |  |  |  |  |  |  |  |  |  |  |  |  |                                |                                |                                |                                |                                         |                                         |                                         |                                         |                                         |                                         |                                    |                                    |                                    |                                    |                                 |                                 |                                 |                                 | V. István magyar király (1239–1272) | V. István magyar király (1239–1272) | V. István magyar király (1239–1272) | V. István magyar király (1239–1272) | V. István magyar király (1239–1272)  | V. István magyar király (1239–1272)  |                                      |                                      | Kun Erzsébet (1240–1290)             | Kun Erzsébet (1240–1290)             | Kun Erzsébet (1240–1290) | Kun Erzsébet (1240–1290) | Kun Erzsébet (1240–1290)                  | Kun Erzsébet (1240–1290)                  |                                           |                                           |                                           |                                           |                                   |                                   |                                 |                                 |                                          |                                          |                                          |                                          |                                          |                                          |                                   |                                   |                                   |                                   |  |  |
|  |  |  |  |  |  |  |  |  |  |  |  |  |  |                                |                                |                                |                                |                                         |                                         |                                         |                                         |                                         |                                         |                                    |                                    |                                    |                                    |                                 |                                 |                                 |                                 |                                     |                                     |                                     |                                     |                                      |                                      |                                      |                                      |                                      |                                      |                          |                          |                                           |                                           |                                           |                                           |                                           |                                           |                                   |                                   |                                 |                                 |                                          |                                          |                                          |                                          |                                          |                                          |                                   |                                   |                                   |                                   |  |  |
|  |  |  |  |  |  |  |  |  |  |  |  |  |  |                                |                                |                                |                                |                                         |                                         |                                         |                                         |                                         |                                         |                                    |                                    |                                    |                                    |                                 |                                 |                                 |                                 |                                     |                                     |                                     |                                     |                                      |                                      |                                      |                                      |                                      |                                      |                          |                          |                                           |                                           |                                           |                                           |                                           |                                           |                                   |                                   |                                 |                                 |                                          |                                          |                                          |                                          |                                          |                                          |                                   |                                   |                                   |                                   |  |  |
|  |  |  |  |  |  |  |  |  |  |  |  |  |  |                                |                                |                                |                                | II. Károly nápolyi király (1254–1309)   | II. Károly nápolyi király (1254–1309)   | II. Károly nápolyi király (1254–1309)   | II. Károly nápolyi király (1254–1309)   | II. Károly nápolyi király (1254–1309)   | II. Károly nápolyi király (1254–1309)   |                                    |                                    | Magyarországi Mária (1257–1323)    | Magyarországi Mária (1257–1323)    | Magyarországi Mária (1257–1323) | Magyarországi Mária (1257–1323) | Magyarországi Mária (1257–1323) | Magyarországi Mária (1257–1323) |                                     |                                     |                                     |                                     | IV. László magyar király (1262–1290) | IV. László magyar király (1262–1290) | IV. László magyar király (1262–1290) | IV. László magyar király (1262–1290) | IV. László magyar király (1262–1290) | IV. László magyar király (1262–1290) |                          |                          |                                           |                                           | Magyarországi Katalin (1256–1314)         | Magyarországi Katalin (1256–1314)         | Magyarországi Katalin (1256–1314)         | Magyarországi Katalin (1256–1314)         | Magyarországi Katalin (1256–1314) | Magyarországi Katalin (1256–1314) |                                 |                                 | Dragutin István szerb király (1252–1316) | Dragutin István szerb király (1252–1316) | Dragutin István szerb király (1252–1316) | Dragutin István szerb király (1252–1316) | Dragutin István szerb király (1252–1316) | Dragutin István szerb király (1252–1316) |                                   |                                   |                                   |                                   |  |  |
|  |  |  |  |  |  |  |  |  |  |  |  |  |  |                                |                                |                                |                                | II. Károly nápolyi király (1254–1309)   | II. Károly nápolyi király (1254–1309)   | II. Károly nápolyi király (1254–1309)   | II. Károly nápolyi király (1254–1309)   | II. Károly nápolyi király (1254–1309)   | II. Károly nápolyi király (1254–1309)   |                                    |                                    | Magyarországi Mária (1257–1323)    | Magyarországi Mária (1257–1323)    | Magyarországi Mária (1257–1323) | Magyarországi Mária (1257–1323) | Magyarországi Mária (1257–1323) | Magyarországi Mária (1257–1323) |                                     |                                     |                                     |                                     | IV. László magyar király (1262–1290) | IV. László magyar király (1262–1290) | IV. László magyar király (1262–1290) | IV. László magyar király (1262–1290) | IV. László magyar király (1262–1290) | IV. László magyar király (1262–1290) |                          |                          |                                           |                                           | Magyarországi Katalin (1256–1314)         | Magyarországi Katalin (1256–1314)         | Magyarországi Katalin (1256–1314)         | Magyarországi Katalin (1256–1314)         | Magyarországi Katalin (1256–1314) | Magyarországi Katalin (1256–1314) |                                 |                                 | Dragutin István szerb király (1252–1316) | Dragutin István szerb király (1252–1316) | Dragutin István szerb király (1252–1316) | Dragutin István szerb király (1252–1316) | Dragutin István szerb király (1252–1316) | Dragutin István szerb király (1252–1316) |                                   |                                   |                                   |                                   |  |  |
|  |  |  |  |  |  |  |  |  |  |  |  |  |  |                                |                                |                                |                                |                                         |                                         |                                         |                                         |                                         |                                         |                                    |                                    |                                    |                                    |                                 |                                 |                                 |                                 |                                     |                                     |                                     |                                     |                                      |                                      |                                      |                                      |                                      |                                      |                          |                          |                                           |                                           |                                           |                                           |                                           |                                           |                                   |                                   |                                 |                                 |                                          |                                          |                                          |                                          |                                          |                                          |                                   |                                   |                                   |                                   |  |  |
|  |  |  |  |  |  |  |  |  |  |  |  |  |  | Habsburg Klemencia (1262–1293) | Habsburg Klemencia (1262–1293) | Habsburg Klemencia (1262–1293) | Habsburg Klemencia (1262–1293) | Habsburg Klemencia (1262–1293)          | Habsburg Klemencia (1262–1293)          |                                         |                                         | Anjou Martell Károly (1271–1295)        | Anjou Martell Károly (1271–1295)        | Anjou Martell Károly (1271–1295)   | Anjou Martell Károly (1271–1295)   | Anjou Martell Károly (1271–1295)   | Anjou Martell Károly (1271–1295)   |                                 |                                 |                                 |                                 |                                     |                                     |                                     |                                     |                                      |                                      |                                      |                                      |                                      |                                      |                          |                          |                                           |                                           |                                           |                                           |                                           |                                           | Nemanjić Erzsébet (1270—1331)     | Nemanjić Erzsébet (1270—1331)     | Nemanjić Erzsébet (1270—1331)   | Nemanjić Erzsébet (1270—1331)   | Nemanjić Erzsébet (1270—1331)            | Nemanjić Erzsébet (1270—1331)            |                                          |                                          | I. István bosnyák bán (1242–1314)        | I. István bosnyák bán (1242–1314)        | I. István bosnyák bán (1242–1314) | I. István bosnyák bán (1242–1314) | I. István bosnyák bán (1242–1314) | I. István bosnyák bán (1242–1314) |  |  |
|  |  |  |  |  |  |  |  |  |  |  |  |  |  | Habsburg Klemencia (1262–1293) | Habsburg Klemencia (1262–1293) | Habsburg Klemencia (1262–1293) | Habsburg Klemencia (1262–1293) | Habsburg Klemencia (1262–1293)          | Habsburg Klemencia (1262–1293)          |                                         |                                         | Anjou Martell Károly (1271–1295)        | Anjou Martell Károly (1271–1295)        | Anjou Martell Károly (1271–1295)   | Anjou Martell Károly (1271–1295)   | Anjou Martell Károly (1271–1295)   | Anjou Martell Károly (1271–1295)   |                                 |                                 |                                 |                                 |                                     |                                     |                                     |                                     |                                      |                                      |                                      |                                      |                                      |                                      |                          |                          |                                           |                                           |                                           |                                           |                                           |                                           | Nemanjić Erzsébet (1270—1331)     | Nemanjić Erzsébet (1270—1331)     | Nemanjić Erzsébet (1270—1331)   | Nemanjić Erzsébet (1270—1331)   | Nemanjić Erzsébet (1270—1331)            | Nemanjić Erzsébet (1270—1331)            |                                          |                                          | I. István bosnyák bán (1242–1314)        | I. István bosnyák bán (1242–1314)        | I. István bosnyák bán (1242–1314) | I. István bosnyák bán (1242–1314) | I. István bosnyák bán (1242–1314) | I. István bosnyák bán (1242–1314) |  |  |
|  |  |  |  |  |  |  |  |  |  |  |  |  |  |                                |                                |                                |                                |                                         |                                         |                                         |                                         |                                         |                                         |                                    |                                    |                                    |                                    |                                 |                                 |                                 |                                 |                                     |                                     |                                     |                                     |                                      |                                      |                                      |                                      |                                      |                                      |                          |                          |                                           |                                           |                                           |                                           |                                           |                                           |                                   |                                   |                                 |                                 |                                          |                                          |                                          |                                          |                                          |                                          |                                   |                                   |                                   |                                   |  |  |
|  |  |  |  |  |  |  |  |  |  |  |  |  |  |                                |                                |                                |                                | Károly Róbert magyar király (1288–1342) | Károly Róbert magyar király (1288–1342) | Károly Róbert magyar király (1288–1342) | Károly Róbert magyar király (1288–1342) | Károly Róbert magyar király (1288–1342) | Károly Róbert magyar király (1288–1342) |                                    |                                    | Łokietek Erzsébet (1305–1380)      | Łokietek Erzsébet (1305–1380)      | Łokietek Erzsébet (1305–1380)   | Łokietek Erzsébet (1305–1380)   | Łokietek Erzsébet (1305–1380)   | Łokietek Erzsébet (1305–1380)   |                                     |                                     |                                     |                                     |                                      |                                      |                                      |                                      |                                      |                                      |                          |                          |                                           |                                           | Kujáviai Erzsébet (1317–1345)             | Kujáviai Erzsébet (1317–1345)             | Kujáviai Erzsébet (1317–1345)             | Kujáviai Erzsébet (1317–1345)             | Kujáviai Erzsébet (1317–1345)     | Kujáviai Erzsébet (1317–1345)     |                                 |                                 | II. István bosnyák bán (1292–1353)       | II. István bosnyák bán (1292–1353)       | II. István bosnyák bán (1292–1353)       | II. István bosnyák bán (1292–1353)       | II. István bosnyák bán (1292–1353)       | II. István bosnyák bán (1292–1353)       |                                   |                                   |                                   |                                   |  |  |
|  |  |  |  |  |  |  |  |  |  |  |  |  |  |                                |                                |                                |                                | Károly Róbert magyar király (1288–1342) | Károly Róbert magyar király (1288–1342) | Károly Róbert magyar király (1288–1342) | Károly Róbert magyar király (1288–1342) | Károly Róbert magyar király (1288–1342) | Károly Róbert magyar király (1288–1342) |                                    |                                    | Łokietek Erzsébet (1305–1380)      | Łokietek Erzsébet (1305–1380)      | Łokietek Erzsébet (1305–1380)   | Łokietek Erzsébet (1305–1380)   | Łokietek Erzsébet (1305–1380)   | Łokietek Erzsébet (1305–1380)   |                                     |                                     |                                     |                                     |                                      |                                      |                                      |                                      |                                      |                                      |                          |                          |                                           |                                           | Kujáviai Erzsébet (1317–1345)             | Kujáviai Erzsébet (1317–1345)             | Kujáviai Erzsébet (1317–1345)             | Kujáviai Erzsébet (1317–1345)             | Kujáviai Erzsébet (1317–1345)     | Kujáviai Erzsébet (1317–1345)     |                                 |                                 | II. István bosnyák bán (1292–1353)       | II. István bosnyák bán (1292–1353)       | II. István bosnyák bán (1292–1353)       | II. István bosnyák bán (1292–1353)       | II. István bosnyák bán (1292–1353)       | II. István bosnyák bán (1292–1353)       |                                   |                                   |                                   |                                   |  |  |
|  |  |  |  |  |  |  |  |  |  |  |  |  |  |                                |                                |                                |                                |                                         |                                         |                                         |                                         |                                         |                                         |                                    |                                    |                                    |                                    |                                 |                                 |                                 |                                 |                                     |                                     |                                     |                                     |                                      |                                      |                                      |                                      |                                      |                                      |                          |                          |                                           |                                           |                                           |                                           |                                           |                                           |                                   |                                   |                                 |                                 |                                          |                                          |                                          |                                          |                                          |                                          |                                   |                                   |                                   |                                   |  |  |
|  |  |  |  |  |  |  |  |  |  |  |  |  |  |                                |                                |                                |                                |                                         |                                         |                                         |                                         | I. Lajos magyar király (1326–1382)      | I. Lajos magyar király (1326–1382)      | I. Lajos magyar király (1326–1382) | I. Lajos magyar király (1326–1382) | I. Lajos magyar király (1326–1382) | I. Lajos magyar király (1326–1382) |                                 |                                 |                                 |                                 |                                     |                                     |                                     |                                     |                                      |                                      |                                      |                                      |                                      |                                      |                          |                          |                                           |                                           |                                           |                                           |                                           |                                           | Kotromanić Erzsébet (1340–1387)   | Kotromanić Erzsébet (1340–1387)   | Kotromanić Erzsébet (1340–1387) | Kotromanić Erzsébet (1340–1387) | Kotromanić Erzsébet (1340–1387)          | Kotromanić Erzsébet (1340–1387)          |                                          |                                          |                                          |                                          |                                   |                                   |                                   |                                   |  |  |
|  |  |  |  |  |  |  |  |  |  |  |  |  |  |                                |                                |                                |                                |                                         |                                         |                                         |                                         | I. Lajos magyar király (1326–1382)      | I. Lajos magyar király (1326–1382)      | I. Lajos magyar király (1326–1382) | I. Lajos magyar király (1326–1382) | I. Lajos magyar király (1326–1382) | I. Lajos magyar király (1326–1382) |                                 |                                 |                                 |                                 |                                     |                                     |                                     |                                     |                                      |                                      |                                      |                                      |                                      |                                      |                          |                          |                                           |                                           |                                           |                                           |                                           |                                           | Kotromanić Erzsébet (1340–1387)   | Kotromanić Erzsébet (1340–1387)   | Kotromanić Erzsébet (1340–1387) | Kotromanić Erzsébet (1340–1387) | Kotromanić Erzsébet (1340–1387)          | Kotromanić Erzsébet (1340–1387)          |                                          |                                          |                                          |                                          |                                   |                                   |                                   |                                   |  |  |
|  |  |  |  |  |  |  |  |  |  |  |  |  |  |                                |                                |                                |                                |                                         |                                         |                                         |                                         |                                         |                                         |                                    |                                    |                                    |                                    |                                 |                                 |                                 |                                 |                                     |                                     |                                     |                                     |                                      |                                      |                                      |                                      |                                      |                                      |                          |                          |                                           |                                           |                                           |                                           |                                           |                                           |                                   |                                   |                                 |                                 |                                          |                                          |                                          |                                          |                                          |                                          |                                   |                                   |                                   |                                   |  |  |
|  |  |  |  |  |  |  |  |  |  |  |  |  |  |                                |                                |                                |                                |                                         |                                         |                                         |                                         |                                         |                                         |                                    |                                    |                                    |                                    |                                 |                                 |                                 |                                 |                                     |                                     |                                     |                                     |                                      |                                      |                                      |                                      |                                      |                                      |                          |                          |                                           |                                           |                                           |                                           |                                           |                                           |                                   |                                   |                                 |                                 |                                          |                                          |                                          |                                          |                                          |                                          |                                   |                                   |                                   |                                   |  |  |
|  |  |  |  |  |  |  |  |  |  |  |  |  |  |                                |                                |                                |                                |                                         |                                         |                                         |                                         |                                         |                                         |                                    |                                    |                                    |                                    | Anjou Katalin (1370–1378)       | Anjou Katalin (1370–1378)       | Anjou Katalin (1370–1378)       | Anjou Katalin (1370–1378)       | Anjou Katalin (1370–1378)           | Anjou Katalin (1370–1378)           |                                     |                                     | Mária magyar királynő (1371–1395)    | Mária magyar királynő (1371–1395)    | Mária magyar királynő (1371–1395)    | Mária magyar királynő (1371–1395)    | Mária magyar királynő (1371–1395)    | Mária magyar királynő (1371–1395)    |                          |                          | Szent Hedvig lengyel királynő (1374–1399) | Szent Hedvig lengyel királynő (1374–1399) | Szent Hedvig lengyel királynő (1374–1399) | Szent Hedvig lengyel királynő (1374–1399) | Szent Hedvig lengyel királynő (1374–1399) | Szent Hedvig lengyel királynő (1374–1399) |                                   |                                   |                                 |                                 |                                          |                                          |                                          |                                          |                                          |                                          |                                   |                                   |                                   |                                   |  |  |